# Costituzione della Bielorussia

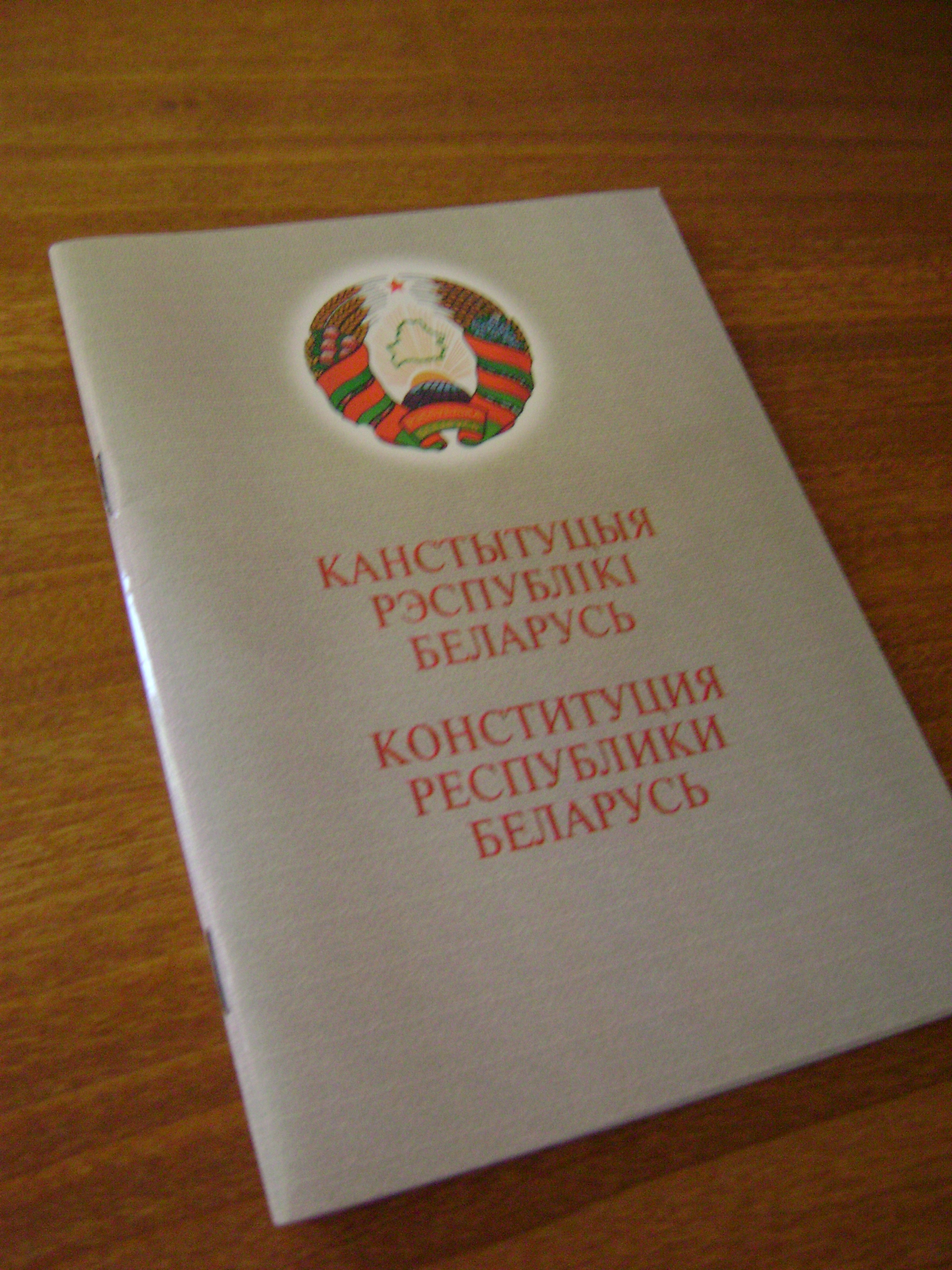
Una versione dell'opuscolo della Costituzione distribuita ai cittadini dal governo. Il nome del documento è prima dato in bielorusso, seguito dal russo.

La Costituzione della Repubblica di Bielorussia (in bielorusso Канстытуцыя Рэспублікі Беларусь?, Kanstytucyja Rėspubliki Belarus, in russo Конституция Республики Беларусь?, Konstitucija Respubliki Belarus) è la legge suprema della nazione. Adottata nel 1994, tre anni dopo la dichiarazione di indipendenza dall'Unione Sovietica, il documento stabilisce le fondamenta dello Stato bielorusso, disciplina la forma, le funzioni ed i poteri di governo e proclama ed enumera i diritti e le libertà fondamentali dei cittadini bielorussi.
La Costituzione è formata da un preambolo, nove sezioni (con otto capitoli) e 146 articoli.
La struttura e i contenuti della legge suprema sono state fortemente influenzate dalle Costituzioni delle nazioni dell'Europa occidentale e dall'esperienza maturata in seno all'Unione Sovietica.
La Costituzione bielorussa è stata modificata due volte dopo la sua adozione, nel 1996 e nel 2004, con approvazione referendaria, accrescendo i poteri della presidenza sull'esecutivo ed abolendo i termini del mandato presidenziale.
Nel 2020 sarà oggetto  di una terza riforma costituzionale.
Il 27 febbraio 2022 è stato fatto il referendum per le modifiche della costituzione bielorussa.